# 神谷・荘司計画設計事務所
神谷・荘司計画設計事務所（かみやしょうじけいかくせっけいじむしょ）は、日本の建築設計事務所。
東京大学工学部丹下研究室で代々木体育館、丹下健三都市・建築設計事務所（ULTEC）で代表を務めた神谷宏治が1971年に独立し設立した株式会社神谷宏治計画・設計事務所を1977年に改組し､丹下研究室で墨記念館、国立屋内総合競技場大体育館スタンド部、東京カテドラル聖マリア大聖堂を担当した荘司孝衛と設立。
1999年に解散。
荘司孝衛（しょうじ・たかえ）は1929年東京生まれ。1956年に日本大学理工学部建築学科を卒業後、東京大学大学院に進学し丹下研究室に。1958年に東京大学大学院数物系研究科建築学専攻修士課程修了。そのまま丹下研究室の研究員として在籍。1962年から1973年までULTEC在籍。1961年URTEC入所。東京カテドラル聖マリア大聖堂や静岡新聞放送会館などを担当。1972年から神谷設計事務所と兼務で在籍したが同年内にURTEC 退所。 1973年から事務所移籍。 1977年神谷・荘司計画設計事務所。 1999年荘司計画設計事務所。 2004年 同事務所廃業。

## おもな作品
- 川崎市立葬祭場, 川崎市建築局と
- 安藤の家, 静岡市 施工・五光建設
- 川崎市第3庁舎, 施工・間組他
- コープタウン松が谷, 東京都八王子市松が谷, 1984年, 住宅・都市整備公団他と
- 川崎市民プラザ公民館（ホール）, 神奈川県川崎市高津区, 川崎市建築局建築部と, 1979年
- 川崎市民プラザ・小高庵（7畳広間が有楽苑内の旧正伝院書院写、2畳半台目席が、国宝如庵の写となっている。清水建設・小川組共同企業体施工、照明・石井幹子）
- 川崎市第三庁舎, 神奈川県, 1993年
- 服飾工房クロ,
- 川崎市余熱利用市民施設ヨネッティ王禅寺
- 静岡県営住宅・壱町田やまがみ団地, 静岡県都市住宅部と